# 2443 Tomeileen
2443 Tomeileen este un asteroid din centura principală, descoperit pe 24 ianuarie 1906, de Max Wolf.